# Inini (rijeka)
Inini ili Grand Inini je rijeka u zapadnoj Francuskoj Gijani, pritok je Lawe, gornjeg toka Maronija. Rijeka je duga 215 km (uključujući njen gornji tok Limonade) i neplovna. Inini je jedina velika rijeka u Francuskoj Gijani koja teče od istoka prema zapadu, za razliku od drugih velikih rijeka koje teku od juga prema sjeveru. Početkom 20. stoljeća bilo je mjesto zlatne groznice, a tragači za zlatom ponovno su postali aktivni u regiji od 1990-ih. Teritorij Inini koji je postojao između 1930. i 1946. dobio je ime po ovoj rijeci.

## Vanjske poveznice
|  | Zajednički poslužitelj ima još gradiva o temi Inini (rijeka) |